# 再就職等監視委員会
再就職等監視委員会（さいしゅうしょくとうかんしいいんかい）は、日本の内閣府の審議会等のひとつ。

## 概要
国家公務員の退職管理（離職後の再就職等）について一定の手続・規制を行う組織として、国家公務員法の一部改正の施行により2008年（平成20年）12月31日に設置された。
委員長と委員4人の計5人の合議体で組織され、その下に複数の再就職等監察官（うち1人のみ常勤）と事務局が置かれる。
発足以来、委員が選出されずに委員会が成立しないことで国家公務員の退職管理が承認されない事態が懸念されたため、職員の退職管理に関する政令によって対処されていた。
2013年3月26日に宿利正史前国土交通事務次官が元国土交通省職員の再就職を目的に国土交通省所管の財団法人である海技振興センターに常務理事のポストが空くかどうか問い合わせる口利き行為について、発足以来初めて国家公務員法違反と認定した。
2017年1月20日、文部科学省が組織的に幹部の天下りをあっせんしていたと認定する調査報告公表。元高等教育局長の吉田大輔早稲田大学教授が在職中に人事課経由で同大に経歴を伝えて求職行動した行為など10件について、国家公務員法違反に当たるとした。他にも違反が疑われる行為が28件あった。前川喜平事務次官は自らもOBの再就職に関与した責任を取り同日付で依願退職した。

## 委員長及び委員
- 国会同意人事の対象であり、両議院の同意を得て内閣総理大臣から任命される。任期は3年。委員長は常勤、委員は非常勤。
- 委員会の発足に先立ち2008年から2009年まで3度にわたり内閣から国会へ人事案が提出されたが、天下りにつながるとして反発し、ねじれ国会となっていた参議院が同意を与えなかったため、発足後も委員長・委員全員の空席状態が続いていた（事務局長と事務局参事官は設置当日付けで発令済）。
- 2022年1月現在。
  - 井上弘通(委員長)
  - 橋爪隆
  - 原田久
  - 尾花眞理子
  - 西村美香